# Кольцов Валерій Геннадійович
Кольцов Валерій Геннадійович — полковник Збройних сил України. Заступник командира 46-го батальйону спецпризначення «Донбас-Україна» (2017), командир 2-го батальйону спеціального призначення НГУ «Донбас» (2016—2017). Учасник російсько-української війни.

## З життєпису

### Російсько-українська війна
7 вересня 2016 року прийняв командування батальйоном.[перевірити]
10 лютого 2017 звільнився з Національної гвардії і перейшов до Збройних сил.[перевірити]
Станом на жовтень 2017 року — заступник командира 46-го батальйону спецпризначення «Донбас-Україна».

## Нагороди та відзнаки
- орден Богдана Хмельницького II ступеня (2022) — за особисту мужність і самовіддані дії, виявлені у захисті державного суверенітету та територіальної цілісності України, вірність військовій присязі[7].
- Орденом «За мужність» III ступеня (21 січня 2017) — за особисту мужність, самовідданість і високий професіоналізм, виявлені під час бойових дій та при виконанні службових обов'язків.[8]
- О́рден Богда́на Хмельни́цького 3 ступеня (2022)-за особливі заслуги у захисті державного суверенітету, територіальної цілісності, у зміцненні обороноздатності та безпеки України.
- Орден Богдана Хмельницького 1 ступеня(2022)-за особливі заслуги у захисті державного суверенітету, територіальної цілісності, у зміцненні обороноздатності та безпеки України.